# The Shocking Miss Emerald
The Shocking Miss Emerald is het tweede album van Caro Emerald. Het album is, net als Deleted Scenes from the Cutting Room Floor, geschreven en geproduceerd door David Schreurs, Vincent Degiorgio, Jan van Wieringen en Caroline van der Leeuw, met bijdragen van onder andere Robin Veldman, Wieger Hoogendorp en Guy Chambers, en kwam uit op 3 mei 2013 op Grandmono Records. Voor de komst van het album waren de singles Tangled Up en Liquid Lunch uitgebracht. Op 23 november 2013 verscheen de derde single, I Belong to You.
Op 12 augustus 2013 werd bekend dat het album in Nederland de platina status bereikt heeft doordat er meer dan 50.000 albums verkocht zijn. Op 17 augustus 2013 kwam het album voor de derde week terug op de koppositie, waarmee ze de Backstreet Boys na één week terugstoot met hun In A World Like This.
| Nr. | Titel                | Duur  |
| --- | -------------------- | ----- |
| 1.  | Miss Emerald: Intro  | 00:39 |
| 2.  | One Day              | 04:32 |
| 3.  | Coming Back As A Man | 03:34 |
| 4.  | Tangled Up           | 03:15 |
| 5.  | Completely           | 02:29 |
| 6.  | Black Valentine      | 05:03 |
| 7.  | Pack Up The Louie    | 03:33 |
| 8.  | I Belong To You      | 03:27 |
| 9.  | The Maestro          | 02:37 |
| 10. | Liquid Lunch         | 03:59 |
| 11. | Excuse My French     | 03:52 |
| 12. | Paris                | 04:47 |
| 13. | My 2 Cents           | 03:45 |
| 14. | The Wonderful In You | 03:12 |
| 15. | Tell Me How Long     | 02:29 |